# Constitución de Honduras de 1957
La constitución de Honduras de 1957 fue la décima carta magna vigente en ese país centroamericano, consensuada por una Asamblea Nacional Constituyente el 19 de diciembre de 1957 mediante decreto n.º 21, y publicada posteriormente en el diario oficial La Gaceta.
La Asamblea Constituyente se instaló el 21 de octubre de 1957. El 16 de noviembre designó a Ramón Villeda Morales como presidente de Honduras por un periodo de 6 años comenzando el 1 de enero de 1958, al coronel Oswaldo López Arellano como el primer jefe de las Fuerzas Armadas del país, y a sus miembros integrantes como los diputados del nuevo Congreso Nacional, bajo la presidencia de Modesto Rodas Alvarado.
La constitución fue la más extensa hasta entonces, reconociendo por primera vez varios derechos, garantías y ayudas sociales. Se proclamó la emisión del Código de Trabajo y de la Ley del Seguro Social. Se otorgaron facultades exclusivas a entes como la Universidad Nacional Autónoma de Honduras y al recién creado Consejo Nacional de Elecciones. Se crearon además entidades estatales nuevas: la Proveeduría General de la República, la Oficina de Administración de Bienes Nacionales, la Contraloría General de la República, la Procuraduría General de la República, la Dirección General del Servicio Civil, la Escuela Militar y el Banco Municipal Autónomo.
La constitución entró en vigor el 21 de diciembre de 1957. Estuvo firmada por los diputados constituyentes y por los gobernantes Hector Caraccioli y Oswaldo López Arellano (también secretario de Defensa), el secretario de Gobernación y Justicia, Raúl Flores Gómez, el secretario de Relaciones Exteriores, Alejandro Alfaro Arriaga, el secretario de Educación Pública, Hernán Corrales P., el secretario de Economía y Hacienda, Gabriel A. Mejía, el secretario de Fomento, Rubén Clare Vega, el secretario de Sanidad y Beneficencia, Roberto Lazarus, el secretario de Trabajo y Previsión Social, Rogelio Martínez Augustinus y el secretario de Recursos Naturales, Andrés Alvarado Puerto. 

## Asamblea Constituyente

### Antecedentes
El 24 de enero de 1955, el gobernante Julio Lozano Díaz aprobó el decreto ejecutivo n.º 29, por el cual se le otorgó a la mujer hondureña el derecho al voto y a optar a cargos públicos; además se estableció que las mujeres ejercerían por primera vez ese derecho en las próximas elecciones para conformar una Asamblea Nacional Constituyente, buscada por Lozano para que lo nombrara presidente constitucional:

«El derecho al Sufragio que por este decreto-ley se otorgó a la mujer hondureña principiará a ejercerse durante el debate electoral y los comicios que habrán de practicarse para la elección general de Representantes a la Asamblea Nacional Constituyente, la cual será convocada en forma y tiempo que considere oportunos el Jefe de Estado».
Art. 5, Decreto-Ley No. 29

En agosto de 1956, —después de la emisión de un Estatuto Electoral, la creación de un Tribunal Supremo Electoral y la finalización del censo electoral— se fijó el 7 de octubre de ese año como la fecha para dichas elecciones. Las elecciones se llevaron a cabo y fueron muy fraudulentas. Estando el aparato electoral controlado por Lozano, su Partido Unión Nacional obtuvo 370,318 votos (89.4 %), de modo que todas las 56 curules fueron ganadas por este.
La asamblea no se instaló debido a un golpe de Estado militar el 21 de octubre de 1956. Ese día, la junta militar que llegó al poder declaró nulas las elecciones. Durante el mandato de la misma se promulgó la primera Ley Electoral del país (22 de julio de 1957), mediante la cual se creó el Consejo Nacional de Elecciones, y el 21 de agosto de 1957 se llamó a nuevas elecciones para el próximo 22 de septiembre. En estas se escogió una nueva asamblea constituyente: el Partido Liberal obtuvo 36 curules, el Partido Nacional 18 y el Movimiento Nacional Reformista 4.

### Integrantes
La Asamblea Nacional Constituyente, instalada el 21 de octubre de 1957, contó por primera vez en la historia de Honduras con mujeres integrantes: Carmen Griffin y Erlinda Landa Blanco del Partido Liberal, y Carmen Meléndez del Partido Nacional. El total de sus miembros fueron:
| 1. Modesto Rodas Alvarado | Presidente     |
| 2. Héctor Orlando Gómez | Vicepresidente |
| 3. Miguel Alfonso Cubero | Secretario     |
| 4. Carlos Manuel Arita | Secretario     |
| 5. Óscar Mejía Arellano | Prosecretario  |
| 6. Miguel Rafael Muñoz | Prosecretario  |
| Por el departamento de Atlántida: 7. Jaime Gutiérrez Galán 8. Carmen Meléndez de Cálix |                |
| Por el departamento de Colón: 9. José Alfredo Castillo Melhado |                |
| Por el departamento de Comayagua: 10. Santos Cantarero Suazo 11. Natividad de Jesús Chinchilla 12. Marcial Ponce Ochoa |                |
| Por el departamento de Copán: 13. Julio César Garrigó 14. Ramón Medina Cueva 15. Federico Leiva Larios 16. Ricardo Pineda Tábora |                |
| Por el departamento de Cortés: 17. Carmen Griffin de Lefevbre 18. Ildefonso Orellana Bueso 19. Eugenio Matute Canizales 20. Salvador Ramos Alvarado 21. Héctor Armando Zelaya                                                             |                |
| Por el departamento de Choluteca: 22. Jesús María Herrera 23. Arturo Morales Chávez 24. Edas G. Maradiaga 25. Joaquín Salinas C. |                |
| Por el departamento de El Paraíso: 26. Federico González C. 27. Mario Armando Idiáquez 28. Raúl Sevilla Gamero |                |
| Por el departamento de Francisco Morazán: 29. Miguel Galindo Cerrato 30. Óscar Armando Flores Midence 31. Erlinda Landa Blanco de Bonilla 32. Humberto Días B. 33. Ezequiel Escoto Manzano 34. Horacio Moya Posas 35. Abraham Williams C. |                |

| Por el departamento de Gracias a Dios: 36. Fausto Echeverría Haylock                                                                         |
| Por el departamento de Intibucá: 37. Ismael Martínez Argueta                                                                                 |
| Por el departamento de Islas de la Bahía: 38. Lemmuel Mac Nab                                                                                |
| Por el departamento de La Paz: 39. Gilberto Cáceres Molina 40. Roberto Suazo Córdova                                                         |
| Por el departamento de Lempira: 41. Ernesto H. Aguilar Núñez 42. Pedro Pineda Madrid 43. Leopoldo Hernández 44. Santos Sorto Paz             |
| Por el departamento de Ocotepeque: 45. Manuel Avilés Pinto                                                                                   |
| Por el departamento de Olancho: 46. Vicente García Rivera 47. José Porfirio Lobo López                                                       |
| Por el departamento de Santa Bárbara: 48. Modesto P. Batres 49. Joaquín Medina Alvarado 50. Matías Castellanos R. 51. Jerónimo Suazo Alcerro |
| Por el departamento de Valle: 52. Juan Blas Aguilar 53. Julio César Vijil 54. Abraham Zúñiga R.                                              |
| Por el departamento de Yoro: 55. Francisco Lozano España 56. Trinidad Danilo Paredes 57. Fabio Murillo Díaz 58. Sixto Quezada Soto           |

## Estructura
Tiene 345 artículos, estructurados de la siguiente manera: 
Constitución de 1957. Decreto 21.
Preámbulo
| Nosotros, Diputados a la Asamblea Nacional Constituyente, en ejercicio de la Soberanía que el pueblo nos ha delegado, invocando el nombre de Dios y con nuestra fe puesta en el destino democrático de Honduras, decretamos y sancionamos la siguiente: Constitución de la República. |

Título I. El Estado y su forma de Gobierno   (art. 1-14)
Capítulo único
Título II. Nacionalidad y ciudadanía   (art. 15-38)
Capítulo I. De los hondureños
Capítulo II. De los extranjeros
Capítulo III. De los ciudadanos
Título III   (art. 39-56)
Capítulo I. El sufragio y los partidos políticos
Capítulo II. Función electoral
Título IV. Derechos y garantías individuales   (art. 57-98)
Capítulo único
Título V. Garantías sociales   (art. 99-162)
Capítulo I. La familia
Capítulo II. Del trabajo y previsión social
Capítulo III. Cultura
Capítulo IV. Propiedad
Título VI   (art. 99-162)
Capítulo único. De la suspensión de garantías
Título VII. Poderes del Gobierno   (art. 163-241)
Poder Legislativo
Capítulo I. Su organización
Capítulo II. De las atribuciones del Congreso
Capítulo III. De la comisión permanente
Poder Ejecutivo
Capítulo IV. Organización
Capítulo V. Atribuciones del Poder Ejecutivo
Capítulo VI. Secretarios de Estado
Poder Judicial
Capítulo VII. Organización
Capítulo VIII. Atribuciones de la Corte Suprema de Justicia
Capítulo IX. Pagaduría de los fondos de Justicia
Título VIII   (art. 242-251)
Capítulo único. De la formación, sanción y promulgación de la Ley
Título IX   (art. 252-305)
Capítulo I. Economía
Capítulo II. Régimen financiero
Hacienda Pública
Presupuesto
Capítulo III. Fiscalización
Capítulo IV. Procuraduría General de la República
Capítulo V. Instituciones autónomas
Título X   (art. 306-308)
Capítulo único. Servicio civil
Transitorio
Título XI   (art. 309-314)
Capítulo único. Responsabilidad
Título XII   (art. 315-331)
Capítulo único. De las Fuerzas Armadas
Título XIII. Del régimen departamental y municipal   (art. 332-338)
Capítulo I. Del régimen departamental
Capítulo II. Del régimen municipal
Título XIV   (art. 339-340)
Capítulo I. De la reforma
Capítulo II. Inviolabilidad de la Constitución
Título XV. Disposiciones transitorias   (art. 341-345)

## Contenido

### Sobre la organización del Estado
Se declaró a Honduras un Estado soberano e independiente, constituido como República democrática, con un sistema democrático, republicano y representativo que se ejerce por tres poderes complementarios e independientes entre sí: Legislativo, Ejecutivo y Judicial. En su artículo diez declara a Honduras un «Estado disgregado de la República de Centro América», reconociendo como una «necesidad primordial volver a la unión con uno o más Estados de la antigua Federación» y facultando al Congreso Nacional para realizar los tratados encaminados a ello.
En su artículo seis, la constitución hace una amplia descripción de la extensión territorial de Honduras, mencionando como parte de su territorio a las Islas de la Bahía, Islas del Cisne y los Cayos Cochinos, entre otros. También establece sus límites haciendo mención de laudos territoriales como el del tribunal Hughes (1933) o el Alfonso XIII (1906). La constitución declara que los símbolos nacionales de Honduras son La Bandera, El Escudo y El Himno, y su idioma oficial el español (art. 13-14).
Se crearon la Proveeduría General de la República y la Oficina de Administración de Bienes Nacionales (art. 282-283). Se creó la Contraloría General de la República, encargada de la fiscalización a posterior de la Hacienda Pública, y dirigida por un contralor General y un subcontralor escogidos por el Congreso sin posibilidad de ser re-escogidos (art. 286-291). Para representar los intereses del Estado se creó la Procuraduría General de la República, encabezada por un procurador general y un subprocurador electos por el Congreso para un periodo de seis años sin posibilidad a reelección (art. 294-295). Se reconoce la existencia de los entes estatales autónomos (art. 299).
Se creó la Escuela Militar de Honduras, que formaría a caballeros cadetes, aspirantes a oficiales de las Fuerzas Armadas (art. 329). Y se creó un Banco Municipal Autónomo, al servicio de los municipios del país (art. 334). 

### Poderes del Estado
El tiempo de mandato de los funcionarios se mantuvo de 6 años, comenzando el 21 de diciembre (art. 195).
Poder Ejecutivo
La reelección presidencial, su promoción o intentos de legalizarla fueron prohibidos (art. 4, 38 y 197). Se crea la figura de los designados presidenciales, cargo al que tampoco podía aspirar el presidente de la República (art. 196). Esta figura reemplazó al del vicepresidente, encontrado en la constitución anterior. En caso de ausencia absoluta del presidente, el Congreso escogería por sorteo a un designado para gobernar; y si los tres estaban ausentes, gobernaría temporalmente el Consejo de Ministros, que llamaría a nuevas elecciones para escoger presidente (art. 201). Por primera vez se dispone que, en caso de que el presidente del Congreso Nacional no pudiera tomar la promesa de ley a los sustitutos del presidente de la República, la tomaría el presidente de la Corte Suprema (art. 204).  
El Poder Ejecutivo podía someter la policía civil al régimen militar cuando fuera preciso mantener el orden público y en defensa de las instituciones democráticas (art. 97).
También era el único facultado para expulsar a un extranjero del territorio nacional con base en ley (art. 30). 
La constitución ordenaba la existencia de al menos nueve Ministerios o Secretarías de Estado (art. 206). Las condiciones para ser ministro o presidente eran las mismas (art. 208). Los secretarios de Estado debían presentar un informe anual de su gestión al Congreso dentro de los 15 días después de haberse instalado, además del proyecto de Presupuesto General de Egresos e Ingresos de la Administración Pública (art. 212).
Se creó la Dirección General del Servicio Civil, a cargo de un director y adscrita a la Presidencia de la República sin dependencia de ningún ministerio en particular. La misma se creó con el fin de regular las relaciones de trabajo entre los servidores públicos y el Estado y lograr la eficiencia en la función pública (art. 306-307).
Poder Legislativo
Para la elección a diputados del Congreso o de una asamblea constituyente se adoptó sistema de representación proporcional, a base de cocientes y residuos electorales (art. 54). Los diputados perdieron la posibilidad de reelección (art. 180), y no podían abstenerse de votar ni votar en blanco (art. 183).
Respecto a la constitución anterior de 1936, se aumentó la base para la elección de un diputado propietario y diputado suplente: de uno por cada 25 mil habitantes a uno por cada 30 mil (art. 186). Otra diferencia fue la posibilidad para los diputados propietarios de ejercer los cargos públicos de secretarios de Estado (también conocidos como ministros), subsecretarios y representantes diplomáticos, pudiendo ser reintegrados al Congreso tras el cese de sus funciones. Mientras que los diputados suplentes podían aceptar todo tipo de cargos públicos sin perder su calidad de diputados (art. 187).
El Congreso estaba facultado para reformar parcialmente la constitución en sesiones ordinarias con la aprobación de dos tercios de los votos, debiendo la reforma ratificarse en la legislatura siguiente (art. 339). Esto no aplicaba para los artículos:
4: Sobre la obligatoriedad de la alternación en el poder.
195: Sobre la duración del periodo presidencial.
196: Sobre la prohibición del presidente a ser escogido presidente o designado consecutivamente.
199: Sobre la inelegibilidad para la presidencia de la República.
339: Sobre los artículos inmodificables.
Poder Judicial
Al igual que la constitución anterior, el Poder Judicial se conformó por 5 magistrados propietarios y 3 suplentes (art. 214), todos escogidos por el Congreso. La presidencia del mismo duraba un año, rotado entre los magistrados según el orden de elección (art. 228).
Aparecen por primera vez en la constitución la Pagaduría Especial de Justicia y la Tesorería General de la República, encargados de suplir los gastos del Poder Judicial (art. 233-235).

### Función electoral
Por primera vez se designa a un Consejo Nacional de Elecciones —creado a mediados de 1957— como el máximo ente encargado de convocar y realizar elecciones y hacer el escrutinio de los votos, funciones que en constituciones anteriores se atribuían al Congreso Nacional. 
Era nombrado por acuerdo del Poder Ejecutivo, con duración de seis años en el ejercicio de sus funciones y sus miembros tenían las mismas condiciones, inmunidades e inhabilidades que los diputados , siendo integrado por un representante titular y uno suplente por cada partido político legalmente inscrito (art. 48-51). En ausencia del Consejo, quien realizaría sus funciones sería el Congreso (art. 188 y 194). 

### Nacionalidad y ciudadanía
Las condiciones para ser hondureño por nacimiento u hondureño "natural" no cambiaron respecto a la constitución anterior, pero para los hondureños por naturalización se redujo el tiempo que debían permanecer como residentes en el país: un año para los españoles y extranjeros americanos, y dos años para el resto de extranjeros (art. 19).
Eran ciudadanos los varones y, por primera vez en una constitución hondureña, las mujeres, mayores de 18 años. No podían ejercer el sufragio los militares ni los policías (art. 35-36). La calidad de ciudadano se perdía por ayudar a otra nación en contra de los intereses de Honduras o prestar un servicio sin el permiso debido, por cometer delitos electorales que «burlaran la voluntad popular» y por «promover o apoyar el continuismo o la reelección del Presidente de la República» (art. 38).

### Derechos y obligaciones
La constitución reconoció los derechos y garantías individuales establecidas en las constituciones anteriores, tales como la prohibición de la pena de muerte y la tortura, el derecho al debido proceso, o la libertad de expresión, asociación y reunión. También dispuso al Estado a brindar servicios legales a personas de escasos recursos (art. 79). Se declara que todo acto fuera de la ley es nulo (art. 5). 
Se prohibía la reelección presidencial, declarando que la violación a esta norma daba derecho a la insurrección popular (art. 4). Tampoco podían reelegirse los miembros de una municipalidad (art. 338). 
Se establece que los ciudadanos tienen el derecho a ejercer el sufragio y a fundar partidos políticos siempre y cuando no «proclamen o practiquen doctrinas contrarias al espíritu democrático del pueblo hondureño, o que por sus programas ideológicos o vinculaciones internacionales atenten contra la Soberanía del Estado» (art. 47).
Se mantuvo el servicio militar obligatorio. En caso de guerra internacional, todos los hondureños estaban obligados al servicio militar sin discriminación alguna (art. 317). 

#### Familia y trabajo
Respecto a la constitución anteriormente vigente, se ampliaron en gran medida las disposiciones respecto a la familia y al trabajo, agregando varios derechos laborales y ayudas sociales. La constitución declaró de utilidad pública la emisión del Código de Trabajo (art. 134) y de la Ley del Seguro Social de Honduras (art. 129).
Se garantizó la igualdad jurídica de los cónyuges y se declaran a la familia, el matrimonio y la maternidad bajo la protección del Estado (art. 99). Se eliminaron las diferencias entre hijos legítimos y naturales. Se reconocieron por primera vez: el matrimonio de hecho, el derecho a la adopción, la investigación de la paternidad, el divorcio, el patrimonio familiar y la asistencia especial a familias pobres y a personas discapacitadas, abandonadas, ancianos, huérfanos y delincuentes. Se declara la obligación de los padres a proveer a sus hijos de alimentación, asistencia y educación; y la obligación del Estado de velar por el bienestar de los infantes. Se prohíbe el ingreso de un menor de 18 años a una cárcel o presidio (art. 103-110). 
Se establecieron límites para la jornada de trabajo diaria y semanal, tanto en la jornada diurna como la nocturna. Se aumentó de los 12 años de edad a los 14 la prohibición para realizar un trabajo, a menos que fuera para la subsistencia propia o de familiares. Mientras que los mayores de catorce y menores de 16 podían trabajar un máximo de seis horas diarias y de treinta y seis semanales, y solo de manera diurna (art. 112). 
Se reconoce por primera vez: el derecho a un salario mínimo, a vacaciones anuales remuneradas, a feriados remunerados, a indemnización por despido injustificado, accidentes de trabajo o enfermedades; a realizar huelgas y paros, a la fundación de sindicatos o asociaciones profesionales y al descanso pre y posparto para las mujeres, prohibiéndose el despido injustificado a mujeres embarazadas (art. 112). También se reconoció por primera vez el trabajo a domicilio, el trabajo doméstico y otras modalidades de trabajo que requerirían de leyes especiales (art. 114-117). Se establece la preferencia por los empleados hondureños sobre los extranjeros y el arbitraje para la solución de conflictos laborales (art. 120 y 123). 
Los extranjeros solo podían desempeñar empleos en la enseñanza de las ciencias y de las artes, excepto los de carácter directivo, y prestar al Estado servicios técnicos o de asesoramiento cuando no hubiera hondureños disponibles. Se les podía extraditar por delitos comunes y no políticos (art. 28-29). 

### Educación
Se designó la Universidad Nacional Autónoma de Honduras con la exclusividad de organizar, dirigir y desarrollar la enseñanza superior y educación profesional, solo teniendo validez los títulos académicos otorgados y reconocidos por la misma. También se le concedió el 2 % del presupuesto nacional anual y se le exoneró de impuestos y contribuciones (art. 146-147). Se estableció la colegiación profesional obligatoria (art. 151). 
La enseñanza privada pasa a estar sujeta a la inspección y reglamentación aprobada por el Estado. Se establece la enseñanza obligatoria de la moral como asignatura independiente en todos los centros primarios y secundarios, públicos y privados. La enseñanza de la constitución, Educación Cívica, Historia y Geografía Nacional, se limita a ser impartida por profesores hondureños por nacimiento (art. 143-145).
El estado garantizó en la constitución la libertad de cátedra, la provisión de becas, el sostenimiento de escuelas para ciegos, sordomudos y retardados mentales; y el sostenimiento de escolares pobres (art. 148-150).

## Reformas
- Decreto 29 (29 de marzo de 1958):

Interpreta el artículo 220 en el sentido de que los cargos de magistrados y jueces de letras suplentes no son incompatibles con el ejercicio de la abogacía y del notariado.
- Decreto 51 (30 de abril de 1958), ratificado por Decreto 40 (10 de febrero de 1958):

Reforma el artículo 194 para dar a los designados presidenciales inmunidad para no ser detenidos, acusados y juzgados ni aun en estado de sitio, si el Congreso no los declara previamente con lugar a formación de causa; y hace que no puedan ser llamados al servicio militar sin su consentimiento.
- Decreto 109 (3 de agosto de 1962):

Interpreta el artículo 94.
- Decreto 24 (5 de febrero de 1963):

Interpretar el Artículo 188, Atribución 17 del Congreso Nacional.